# Villa Swoboda

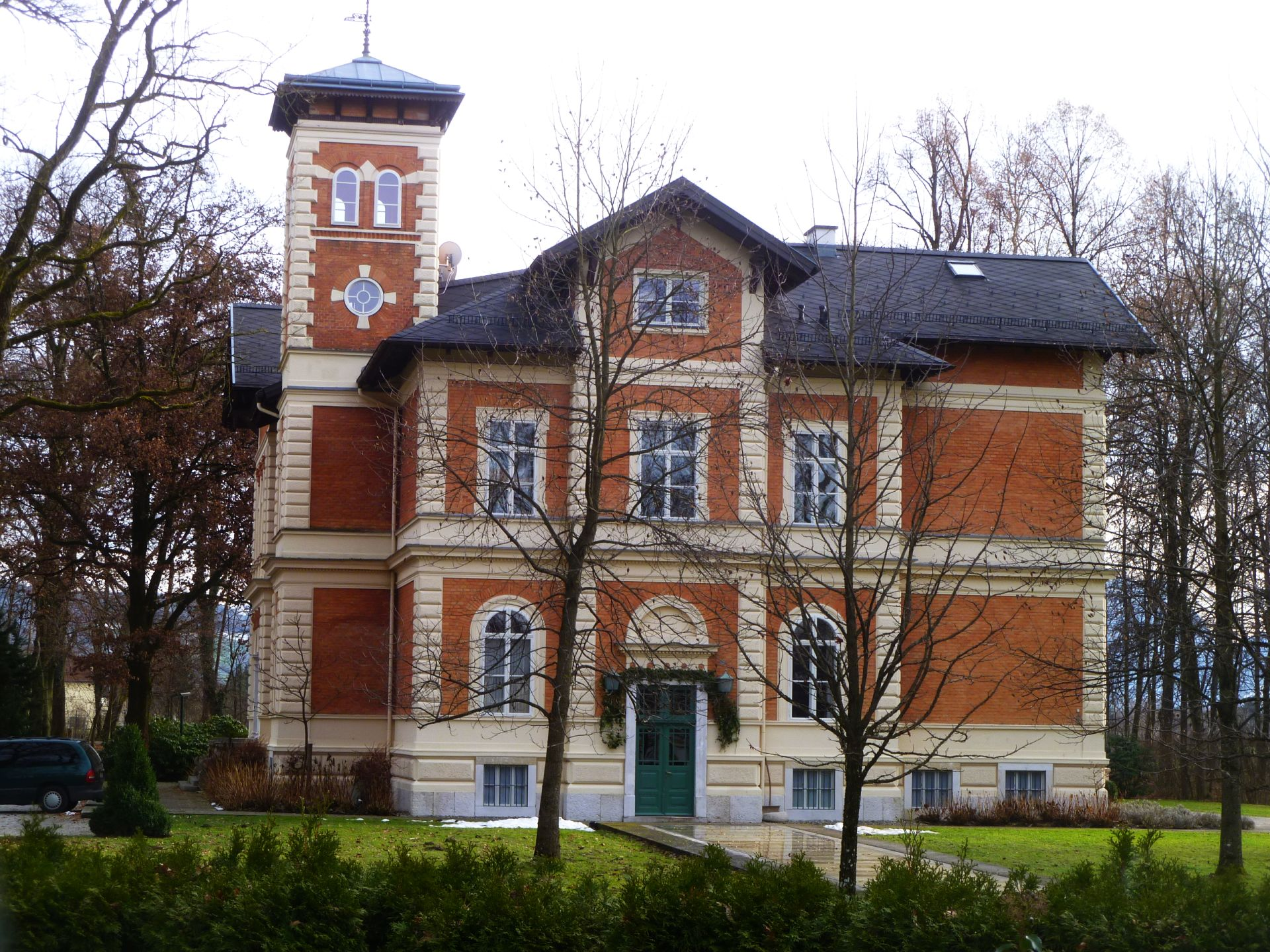
Stadtseitige Fassade der Villa

Die Villa Swoboda (Swoboda: slaw.= Freiheit), heute Casa Austria genannt, ist ein Gebäude aus der Gründerzeit in der Salzburger Gemeinde Anif, unmittelbar an der Stadtgrenze zu Salzburg (Keltenallee 3). Die 1868 erbaute und im adeligen Besitz befundene Villa wird heute von Karl Habsburg-Lothringen, dem Sohn Otto Habsburgs, bewohnt und als Veranstaltungsort für exklusive Feiern beworben. Das Gebäude steht unter Denkmalschutz (Listeneintrag).

## Geschichte
Einer der größten Bauernhöfe in Anif im 19. Jahrhundert war das Mayerhofgut, das zur Grundherrschaft des Bistums Chiemsee, den Weihbischöfen des Erzbistums seit alters her, gehörte. In der zweiten Hälfte des 19. Jahrhunderts geriet der Betrieb in wirtschaftliche Schwierigkeiten und musste stückweise verkauft werden. Wilhelm Swoboda, ein Großhändler aus Wien für pharmazeutische Produkte, kaufte 1866 ein großes Grundstück samt dem Mayerhofergut. Er ließ das Gelände einzäunen und einen Park im Stil eines Englischen Gartens anlegen. Zudem beauftragte er den Wiener Architekten Karl Sattler mit der Errichtung einer hochherrschaftlichen Villa im Neorenaissancestil, diese wurde 1869 fertiggestellt.
Ein besonderes Ereignis in der Geschichte der Villa war die Tatsache, dass Kronprinz Rudolf von Österreich mit Prinzessin Stephanie von Belgien hier einen Teil der Flitterwochen verbrachten. Kronprinz Rudolf hatte seine spätere Gattin 1881 auf Salzburger Boden begrüßt; die Salzburger hatten dem Paar einen Schrank geschenkt, dessen Holz von dem Birnbaum auf dem Walserfeld stammte. Das kaiserliche Paar hatte die Hochzeitsnacht im kaiserlichen Schloss Laxenburg bei Wien verbracht, aber Stephanie soll sich über die mangelhafte Ausstattung beschwert haben. Da Salzburg als eine Station der Flitterwochen vorgesehen war, mietete man die Villa Swoboda für das kaiserliche Paar an.

Villa Swoboda
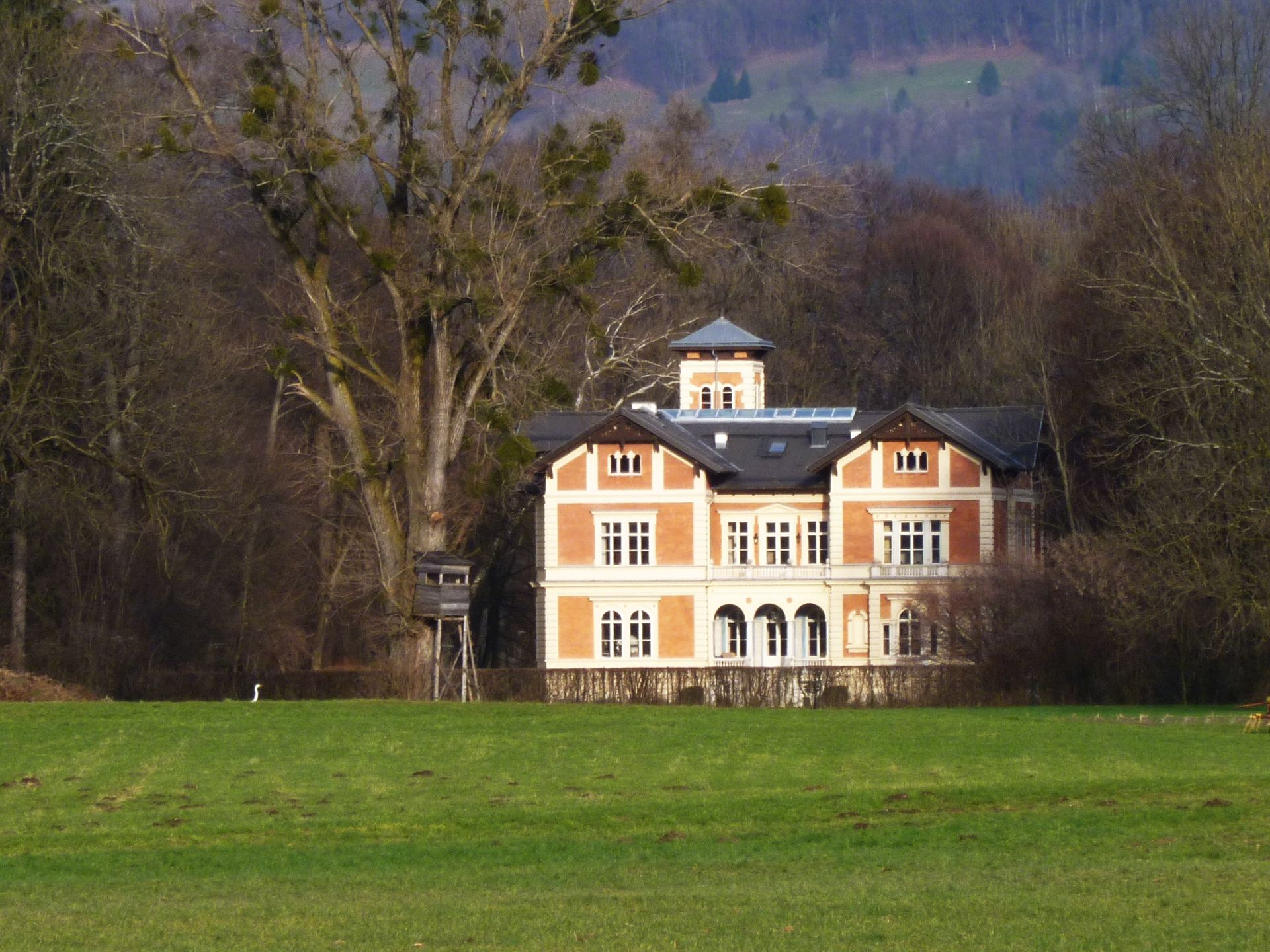
Villa Swoboda von der Südseite
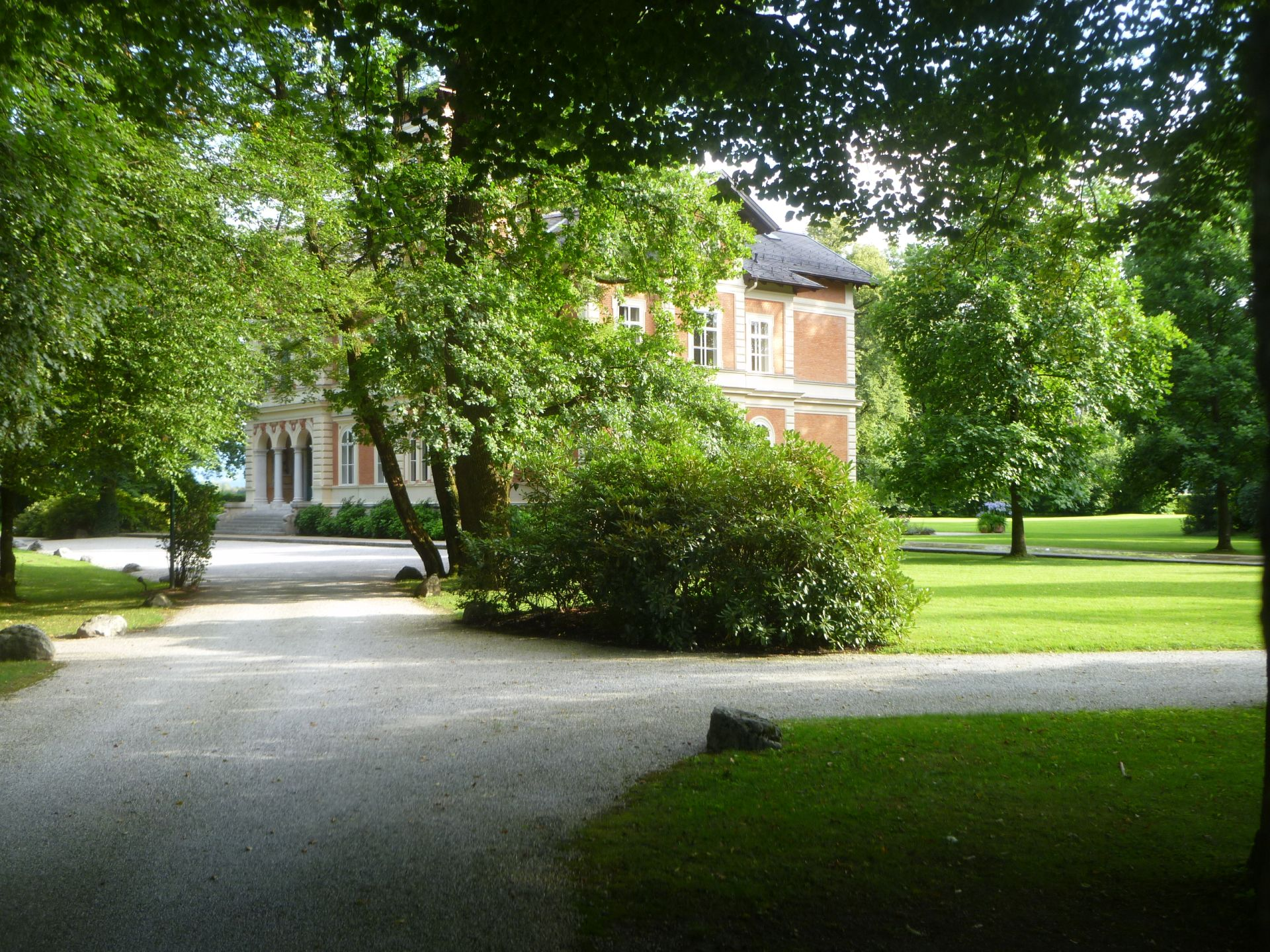
Parkanlage der Villa Swoboda
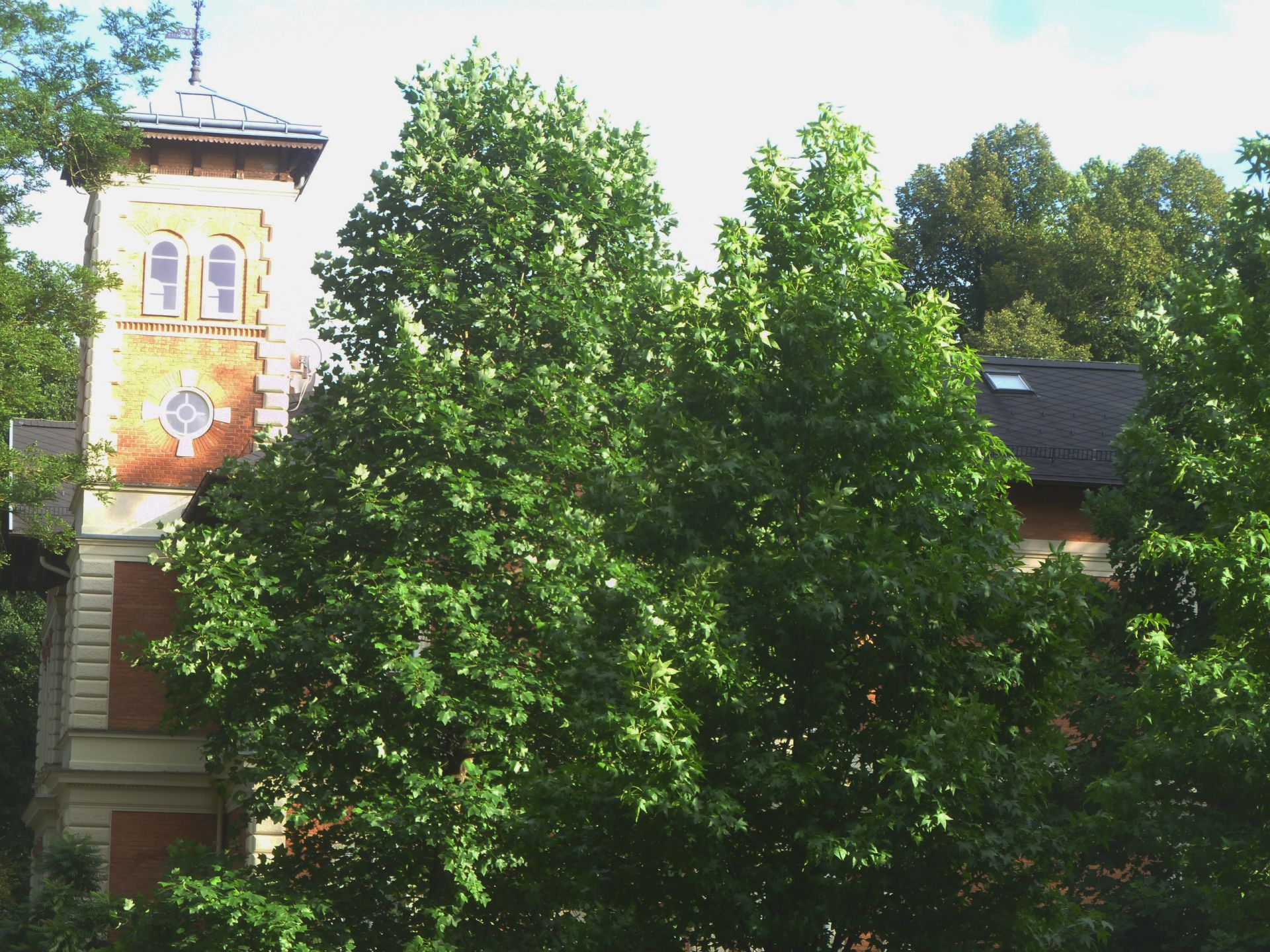
Villa Swoboda im Sommer
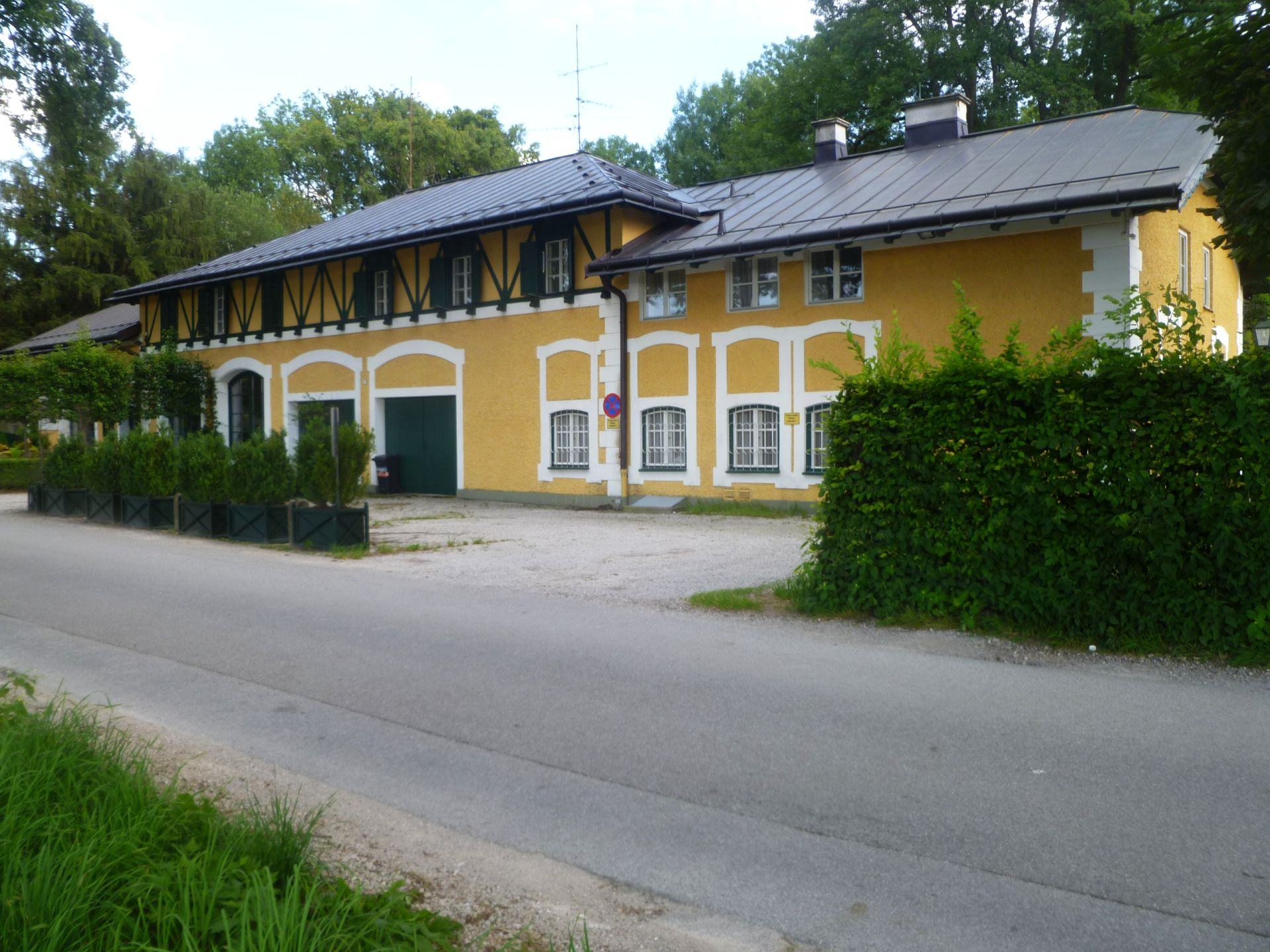
Nebengebäude

1884 hat Alois Graf von Arco-Stepperg den Montforterhof samt Umgebung erworben. Seine einzige Tochter Sophie Arco-Steppberg, verheiratete Gräfin Moy de Sons, erbte 1893 den ganzen Besitz. Sie kaufte 1904 die Villa Swoboda. 1910 erwarb sie auch das restliche Mayrhofergut. Von der Gräfin Sophie ging die Villa Swoboda ebenso wie das Wasserschloss Anif mit der Gutsverwaltung an ihren Neffen, den Kunsthistoriker Johannes Graf von Moy. Dessen Adoptivsohn, Johannes Graf von Moy, war Besitzer der Villa Swoboba.
Derzeit befindet sich das Objekt im Eigentum der Method Privatstiftung von Karl Habsburg und Francesca Thyssen-Bornemisza und wird auf diversen Immobilienplattformen zum Verkauf angeboten.

## Casa Austria heute
Die Villa fällt durch ihre Farbigkeit und einen asymmetrisch gesetzten Turm mit einem flachen Dach auf. Durch weiße Faschen und eine Quaderung an den Ecken ist das Gebäude stark gegliedert. Architekturgeschichtlich besitzt der Bau eine romantische Ausrichtung. Auch heute noch sind die umliegenden Gründe mit Ausnahme von wenigen Wirtschaftsbauten der Villa (heute hat dort u. a. die Gärtnerei Lederleitner eine Expositur) weiterhin unverbaut.
In den späten 1990er Jahren wurde die Villa im Auftrag von Johannes Graf von Moy renoviert und danach Karl Habsburg-Lothringen als Wohnsitz zur Verfügung gestellt. Auch jetzt ist die Villa Swoboda, heute auch Casa Austria (‚Haus Österreich‘) genannt, der Wohnsitz von Karl Habsburg-Lothringen, steht aber bereits seit 2018 zum Verkauf an.
Die Villa wird auch als besonderes „Ambiente für exklusive Events“ vermarktet.